# Dai Zhen

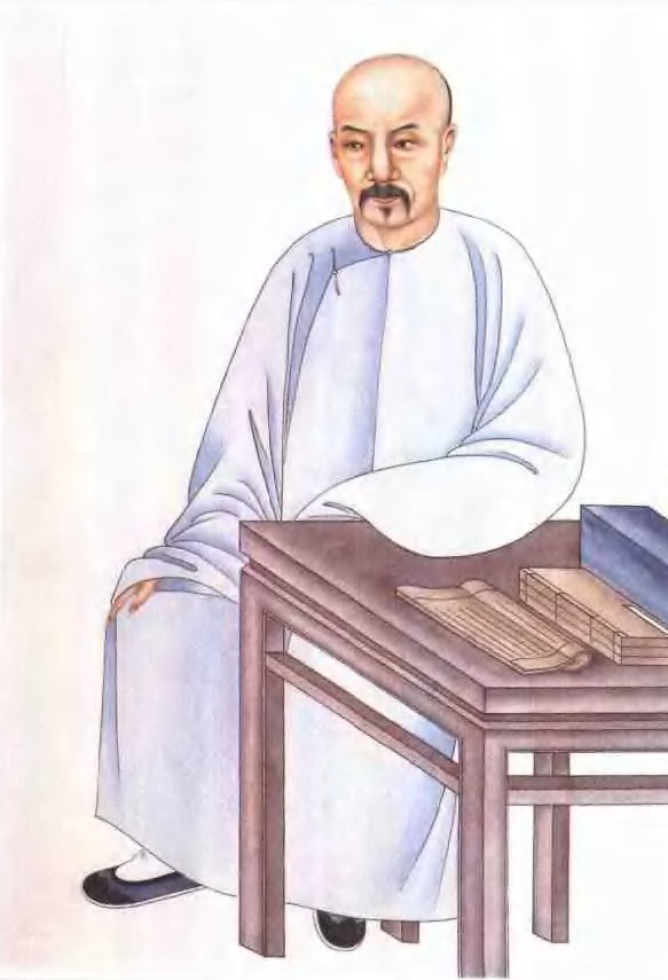
Dai Zhen, 19e-eeuwse afbeelding

Dai Zhen (Chinees: 戴震; pinyin: Dài Zhèn; 19 januari 1724 – 1 juli 1777) was een veelzijdige Chinese geleerde. Hij kwam uit Xiuning, Anhui enj leefde tijdens de Qing-dynastie. Grote bijdragen maakte hij aan wiskunde, geografie, fonologie en filosofie.
Zijn kritiek op het neo-confucianisme is invloedrijk. Twee belangrijke kritiekpunten zijn:
- Neo-confucianisme richt zich te veel op introspectief zelfonderzoek. De waarheid is eerder te vinden in de wereld buiten.
- Het neo-confucianisme ziet de wensen van de mens als een belemmering voor rationeel onderzoek. Volgens Dai waren menselijke wensen juist een goed en integraal onderdeel van de menselijke ervaring. Eliminatie ervan maakte het onmogelijk iemands emoties te controleren en om empathie voor anderen te ontwikkelen.

## Werken (selectie)
- Over beelden en patronen (Faxianglun)
- Over de oorsprong van goedheid in drie paragrafen (Yuanshan)
- “Toegevoegde woorden” lezend in het boek over Veranderingen in de menselijke natuur (Du Yi Xici lun xing)
- Mencius lezend over de menselijke natuur (Du Meng Zi lun xing)
- Notitie over Mencius vertrouwelijke deugd (Meng Zi sishulu)
- Inleidende woorden (Xuyan)
- Toegevoegde annotaties aan de Grote Leer (Daxhue buzhu)
- Toegevoegde annotaties aan de Doctrine van het Midden (Zhongyong buzhu)
- Bewijskrachtige Commentaren op de Betekenis van Woorden van Mencius (Meng Zi ziyi shuzheng)
- Een brief aan een zeker persoon (Yu mou shu)
- Een brief aan Duan Yucai gedateerd februari 1777 (Dingchou zhengyue yu Duan Yucai shu)

- Bibsys: 90554086
- Bibliothèque nationale de France: cb123701580 (data)
- CiNii: DA06445054
- Gemeinsame Normdatei: 11905258X
- International Standard Name Identifier: 0000 0000 8372 8822
- Library of Congress Control Number: n80051708
- Bibliotheek van het Japanse parlement: 00315488
- Nationale Bibliotheek van Tsjechië: jx20100527001
- Nationale bibliotheek van Australië: 36600255
- Nationale Bibliotheek van Israël: 987007272328505171
- Nederlandse Thesaurus van Auteursnamen: 140698531
- Réseau des bibliothèques de Suisse occidentale: 02-A000046622
- LIBRIS: 217927
- Système universitaire de documentation: 032726902
- Trove: 1317580
- Virtual International Authority File: 36996649
- WorldCat: E39PBJmpgJhkRfC6XtphdthT73